# Justus von Liebig
Justus von Liebig (født 12. maj 1803, død 18. april 1873) var en tysk kemiker.

## Levnedsløb
Justus von Liebig blev født i Darmstadt som søn af en urtekræmmer og farvehandler. Allerede som barn eksperimenterede han med de stoffer, han fandt i sin fars værksted, og på den måde opstod hans store lyst til kemien. Hans interesse blev også vakt af de kemiske eksperimenter, som markedsgøglerne viste frem. Det var dér, han oplevede knaldperler, som skaffede ham et første kendskab til knaldkviksølv.
Han sluttede allerede gymnasietiden i 2 g., og han afbrød også sin apotekerlære i utide, for den svarede ikke til hans ønsker. Han vendte i stedet hjem til Darmstadt og hjalp sin far i værkstedet. I fritiden gik han på storhertugens bibliotek for at videreuddanne sig som autodidakt indenfor kemien ved hjælp af bøger og egne undersøgelser.
I 1819 blev Liebig ved sin fars hjælp optaget på kemistudiet ved universitetet i Bonn hos professor Karl Wilhelm Gottlob Kastner. Professoren opdagede hurtigt den unge mands talent, og han brugte ham som assistent i sit laboratorium. Da Kastner i 1821 fik embede ved universitetet i Erlangen, fulgte Liebig med og indledte dér sin doktorafhandling, der fik titlen: "Angående forholdet mellem mineralernes og planternes kemi". I 1822 deltog Liebig sammen med andre studenter i nogle demonstrationer vendt mod magthaverne. Derfor blev han eftersøgt af politiet og måtte flygte hjem. Hans lærer, professor Kastner, fik dog kort efter gennem rosende omtale hos Ludwig 1. af Hessen-Darmstadt ordnet det sådan, at storhertugen gav Liebig et stipendium til studier ved Sorbonne i Paris, som dengang var centrum for kemisk forskning. Her modtog han datidens mest moderne kemiundervisning hos professorerne Joseph Louis Gay-Lussac, Thénard og Vauquelin.
Kort efter offentliggjorde han egne undersøgelser over knaldkviksølv, og det gjorde den berømte naturforsker, Alexander von Humboldt, opmærksom på ham. På baggrund af Humboldts anbefalinger hos den hessiske storhertug blev den kun 21-årige Liebig i 1824 løst ansat professor i kemi og farmakologi ved universitetet i Giessen, og allerede året efter blev han fastansat som professor. Arbejdsvilkårene var kummerlige fra begyndelsen: Hans løn var ringe, og han fik kun minimale tilskud til udstyr, kemikalier, opvarmning osv. Derfor måtte han betale mange absolut nødvendige apparater og materialer ud af egen lomme for overhovedet at kunne undervise. Alligevel opnåede han stor interesse og succes hos studenterne på grund af sine undervisningsmetoder.
For at skaffe penge drev han mellem 1827 og 1833 ved siden af professoratet et privat institut for farmakologi og tekniske erhverv. Der uddannede han sammen med professorerne Umpfenbach, Wernekink og Schmidt apotekerlærlinge og fremtidige ledere i de tekniske erhverv.
Hans undervisningsmetoder, hans opdagelser og hans skrifter gjorde ham snart kendt og berømt over hele Europa, sådan at der foruden tyske studerende kom talrige udlændinge til Giessen, deriblandt 84 englændere og 18 amerikanere, som ville høre hans forelæsninger over kemi og farmakologi. I 1845 blev han adlet på grund af sine fortjenester og fik titlen „friherre“.
Han afviste tilbud om ansættelse ved universiteterne i Reval 1827, Göttingen 1835, St. Petersborg 1839, Wien 1841, London 1845 og Heidelberg 1851, men kunne hver gang forbedre sin finansielle og ansættelsesmæssige situation ved nye lønforhandlinger. Men da så universitetet i München forhørte sig hos Liebig gennem professor Max von Pettenkofer vedrørende en ansættelse, og da kong Maximilian 1. af Bayern indbød ham personligt og tilbød at bygge et nyt, kemisk institut med tilhørende embedsbolig, og da kongen yderligere sikrede ham vidtgående frihed i undervisning og forskning, kunne han ikke stå imod: Han accepterede ansættelsen og underviste i München fra 1852. Her blev han udnævnt til æresmedlem eller korresponderende medlem af mange videnskabelige foreninger i ind- og udland, og han modtog talrige æresbevisninger og ordener fra regerende herskere i hele verden. Den 15. december 1859 blev han udnævnt til præsident for det bayriske videnskabernes akademi. Dette embede beholdt han til sin død. I 1870 blev han gjort til æresborger i byen München.
Liebig døde den 18. april 1873 i München efter en lungebetændelse og blev begravet den 21. april under stor deltagelse fra befolkningen på Münchens skovkirkegård. I de følgende år rejste man mindesmærker for ham i mange tyske byer, bl.a. i München og Giessen.
Universitetet i Giessen blev senere kaldt „Justus-Liebig-Universität”, ligesom gader i flere tyske byer er opkaldt efter ham - herunder i Berlin-bydelen Friedrichshain.

## Arbejde

### Nye analysemetoder
Liebig indledte sin videnskabelige løbebane i Giessen med at undersøge hessiske og bayerske sundhedskilder og deres mulige brugbarhed i forbindelse med udvinding af forskellige salte. Han blev hurtigt klar over, at datidens analysemetoder var meget langsommelige og temmelig upræcise.
Det lykkedes ham efter årelange forsøg at forbedre analyseapparaterne og i særdeleshed analysemetoder til afklaring af grundstofindhold. På den måde kunne han forenkle og fremskynde afklaring af grundstofsammensætningen i dyre- og plantedele.

### Organisk kemi
Han selv, hans medarbejdere og studenter undersøgte og offentliggjorde i den følgende tid den kemiske sammensætning hos hundredvis af planter og plantedele og mange organer og produkter fra dyr. Derved grundlagde de i praksis den organiske kemi, for ingen havde før dem gennemført så mange nøjagtige og kontrollerbare undersøgelser på området.

### Radikaler og isomeri
Sammen med vennen, professor Friedrich Wöhler, der havde professoratet i kemi og farmakologi i Göttingen, udviklede han i 1832 teorien om de kemiske radikaler, som gør det muligt at forklare flertallet af de stoffer, der udelukkende består af brint, ilt og kulstof. Det var også sammen med Wöhler at han opdagede isomerien (eksemplificeret ved henholdsvis knaldsølv og sølvcyanat), dvs. den kendsgerning, at to forskellige stoffer kan have den samme bruttosammensætning, men forskellige strukturer og egenskaber.

### “Agrikulturkemi“
I Giessenperioden var det dog forbedring af landbruget, der havde hans største interesse. Han havde selv oplevet en hungersnød i årene 1813/14, og han ønskede at forhindre en gentagelse af elendigheden. Hans opdagelser på det område blev samlet i to værker, som udkom i 1840 og 1842: Die organische Chemie in ihrer Anwendung auf Agricultur und Physiologie (dvs. ”Den organiske kemi anvendt på jordbrug og fysiologi”), eller kort og godt: ’’agrikulturkemi’’, og Die Thierchemie oder die organische Chemie in ihrer Anwendung auf Physiologie und Pathologie (dvs. ”Dyrekemien eller den organiske kemi anvendt på fysiologi og patologi”). Disse to bøger skabte kolossal opmærksomhed i samtiden, ikke kun hos videnskabeligt uddannede, men hos alle dannede mennesker. Agrikulturkemien, hvor han slår til lyd for mineralsk gødning og forklarer dens betydning for kvalitet og udbytte af plantedyrkning, udkom i 9 oplag og blev oversat til 34 sprog.

### Superfosfat
I årene mellem 1846 og 1849 beskæftigede han sig sammen med sine engelske elever, Edward Frankland og Sheridan Muspratt, bl.a. med udvikling af en vandopløselig fosfatgødning. Resultatet blev det såkaldte superfosfat, som stadig er den mest brugte fosfatgødning på verdensplan. 

### Kødekstrakt
Da Sheridan Muspratts datter døde af kolera i Liebigs hjem i 1852, fik han den tanke, at man kunne udvikle et kødkoncentrat, som ville redde patienter med alvorlige mave- tarminfektioner, når det blev givet i flydende form. Ud fra dette produkt udviklede han senere sit berømte kødekstrakt.
Det var dog først, da Liebig i 1862 gav den tyske ingeniør, Georg Christian Giebert, licens til massefremstilling i Uruguay, at 
Liebigs Kødekstrakt blev produceret og solgt i store mængder verden over. Liebig havde tænkt sig, at koncentratet først og fremmest skulle være et næringsmiddel for den fattige del af befolkningen. Den temmelig høje pris og produktets sammensætning gjorde det dog ikke muligt, og i stedet viste det sig at slå igennem som et meget brugt krydderi til supper og kødspiser. Dermed blev det en forløber for de velkendte kraftterninger, som f.eks. Maggi og Knorr.

### Babymad
På den tid var spædbørnsernæring udelukkende baseret på modermælken. Hvis moderen ikke havde mælk på grund af sygdom eller andet vedvarende, måtte barnet sulte ihjel. Liebig fremstillede efter længere undersøgelser en „brystbarnssuppe“, som han kaldte det. Det blev en tidlig forløber for nutidens babymad.

### Bagepulver
Justus von Liebig brugte megen tid og lagde et stort arbejde i at skabe en kemisk blanding, som kunne bruges til brødbagning, så man ikke længere var afhængig af det let fordærvelige gær. Han gennemførte disse eksperimenter sammen med sin amerikanske elev, Eben Norton Horsford, og de lavede et produkt, som vi kalder for ”bagepulver” i dag. Horsford fik stor, økonomisk gevinst med dette ”backing powder” i Amerika, hvorimod der skulle gå næsten 50 år, før det slog an i Europa.

## Liebigs vigtigste opdagelser
| Radikalteorien      | Kunstgødning        |
| Isomeriteorien      | Kødekstrakt         |
| Superfosfat         | Nikkel-jernlegering |
| Kloroform og Kloral | Bagepulver          |
| Pyrogallol          | Babymad             |

Den såkaldt "liebigske" minimumslov er opkaldt efter Justus von Liebig, selv om det ikke er ham, der har udmøntet den.

## Indflydelse
Justus von Liebig er gået over i historien som den mest kendte, berømte og succesrige kemiker i det 19. århundrede. Han er også kendt som grundlæggeren af den organiske kemi, agrokemien og ernæringsfysiologien.
Han fik stor indflydelse på fagets udvikling gennem sin intense, litterære virksomhed. Fra 1831 var han medudgiver af datidens normsættende videnskabelige tidsskrift, Annalen der Chemie und Pharmazie, som senere blev kaldt Liebigs Annalen der Chemie. Sammen med Poggendorff udgav han en "Håndbog i Kemi" og sammen med Friedrich Wöhler en "Håndbog i Organisk Kemi". Han skrev en "Vejledning i Analyse af Organiske Stoffer", men først og fremmest mange bøger, som beskæftigede sig med forbedring af landbrugets dyrkningsmetoder. 
For at udbrede kemiens opdagelser til et bredere publikum skrev han fra 1841 de såkaldte "Kemiske Breve". Det var populærvidenskabelige afhandlinger, som udkom med uregelmæssige mellemrum i avisen Augsburger Allgemeine Zeitung, og som fik stor bevågenhed hos læserne.
Desuden indførte Justus von Liebig med sine forelæsninger den eksperimenterende undervisning i de naturvidenskabelige fag. På grund af hans forskning i analysemetoder blev kemien til en eksakt videnskab. Han dannede skole for højt ansete kemikere i ind- og udland, sådan at 42 ud af de første 60 nobelprisvindere i kemi var efterfølgere af hans elever.